# Петухов, Николай Дмитриевич
Николай Дмитриевич Петухов (1913—1982) — Гвардии подполковник Советской Армии, участник Великой Отечественной войны, Герой Советского Союза (1944).

## Биография
Николай Петухов родился 9 марта 1913 года в Москве. После окончания десяти классов школы и пищевого техникума работал сначала на меховой фабрике, затем на подшипниковом заводе. В 1934 году Петухов был призван на службу в Рабоче-крестьянскую Красную Армию. В 1937 году он окончил Киевское пехотное училище. С начала Великой Отечественной войны — на её фронтах. В 1942 году Петухов окончил Военную академию имени М. В. Фрунзе.
К сентябрю 1943 года гвардии майор Николай Петухов командовал 221-м гвардейским стрелковым полком 77-й гвардейской стрелковой дивизии 61-й армии Центрального фронта. Отличился во время битвы за Днепр. 29 сентября 1943 года Петухов в числе первых переправился через Днепр в районе села Любеч Черниговской области Украинской ССР и принял активное участие в боях за захват, удержание и расширение плацдарма на его западном берегу. Дождавшись переправы основных сил полка, Петухов во главе его успешно разгромил противника и освободил посёлок Маложин, а три дня спустя принял активное участие в освобождении посёлка Брагин Гомельской области Белорусской ССР.
Указом Президиума Верховного Совета СССР «О присвоении звания Героя Советского Союза генералам, офицерскому, сержантскому и рядовому составу Красной Армии» от 15 января 1944 года за «образцовое выполнение боевых заданий командования по форсированию реки Днепр и проявленные при этом мужество и героизм» гвардии майор Николай Петухов был удостоен высокого звания Героя Советского Союза с вручением ордена Ленина и медали «Золотая Звезда» за номером 2955.
После окончания войны Петухов продолжил службу в Советской Армии. В 1950 году он окончил курсы «Выстрел». В 1958 году в звании подполковника Петухов был уволен в запас. Проживал и работал в Москве. Скончался 15 августа 1982 года, похоронен на Востряковском кладбище Москвы.
Был также награждён тремя орденами Красного Знамени, орденами Отечественной войны 1-й степени и Красной Звезды, рядом медалей.